# Valeurs familiales (comics)
Valeurs familiales (Family Values) est le cinquième volet de la série de comics Sin City de Frank Miller. Contrairement aux précédents albums, il a été publié directement en roman graphique en octobre 1997 aux États-Unis par Dark Horse Comics, puis en issues en plusieurs volumes. En France, l'album est publié par Vertige Graphic en novembre 1997, puis par Rackham en octobre 2001.

## Résumé
À Basin City, le parrain s'appelle Don Giacco Magliozzi. Il a beau être un meurtrier impitoyable, il a des valeurs et un code de l'honneur. Mais par-dessus tout, le respect de la famille est primordial !
Un soir, un tueur flingue un informateur et sa superbe copine. Et cette dernière n'est autre que la nièce de Magliozzi ! Le tueur va alors devoir subir la vengeance terrible du parrain... Cela va dégénérer davantage lorsqu'une balle perdue atteint une prostituée de la Vieille Ville. Miho, la silencieuse et tueuse, va alors reprendre ses sabres pour affronter les mafieux, avec l'aide de Dwight McCarthy.

## Personnages présents
- Dwight McCarthy
- Miho
- Carmen
- Douglas Klump
- Burt Schlubb
- Peggy
- Don Magliozzi
- Vito
- Wallenquist

## Distinction
- Harvey Awards 1998 : meilleur album original (Best Graphic Album of Original Work)[3]

### Documentation
- Laurent Mélikian, « City crois continue », BoDoï, no 4,‎ janvier 1998, p. 43.